# ぐず焼き祭り
ぐず焼き祭り（ぐずやきまつり）は、石川県加賀市動橋町の振橋神社で、毎年8月27日、28日、29日に行われる祭り。主催はぐず焼まつり実行委員会。

## 概要
振橋神社の伝承によれば、かつて年頃の女性を襲う大蛇が人々に恐れられており、大己貴命が、年頃の女性たちを襲う大蛇を退治し、人々がそれを感謝して祠を建てたとある。『江沼郡誌』によれば、毎年8月27日より、振橋神社の氏子たちが大己貴命を称えるために、境内で薪材を焚く「屑焼祭り」を行なっていたとある。この屑焼祭りに代わり、地域に伝わる毒蛇伝説にもとづき趣向を変えて、昭和初期より始まったとされる。
「ぐず」とはドンコ（ハゼの一種である淡水魚）のことであり、木の枠の上に、長さ7メートルから8メートルのぐずを竹や藁で作り、これを担いで動橋駅周辺をねり歩いた後、ぐずを焼き払い五穀豊穣を願う。

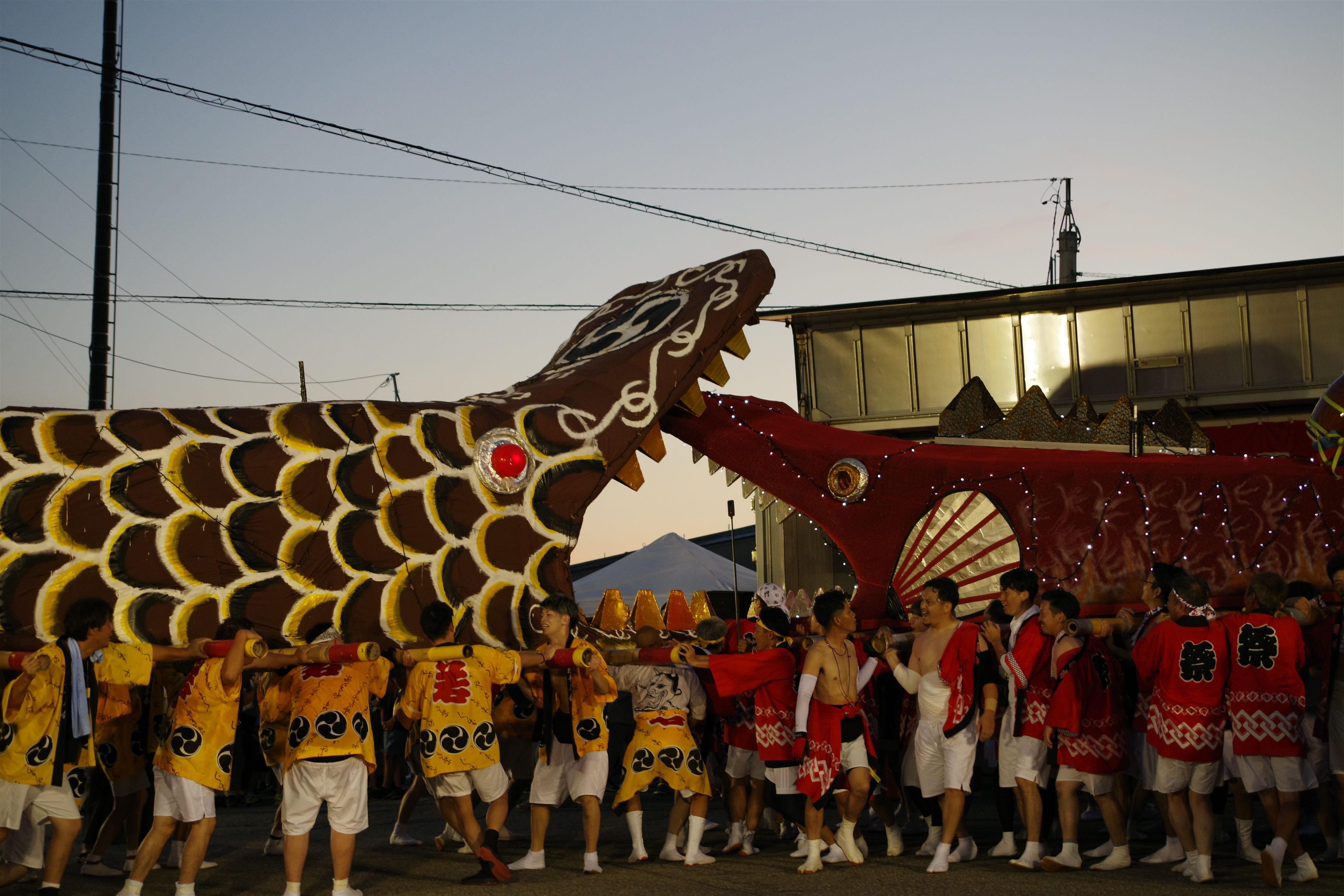
駅前で担いでいる様子

## 起源
動橋集落のお祭りがいつから始まったのかは定かではない。古来より、動橋川は幾度となく大洪水を起こし、その度に収穫前の田畑があれ、作物がとれず、飢饉に見舞われ、民家や人命も奪われていた。そのため、川が氾濫しないことを願うため、川のそばに鎮守の杜や祠を建て、稲の収穫前後に地鎮祭として神様に祈りを捧げてきた。
ぐず第一号がつくられたのは昭和3年である。大正末頃までは、古来から続いてきた動橋のお祭りである「屑焼き祭り」の「かがり火」の火が大きくなりすぎたため、昭和2年に消防署から「かがり火」の禁止命令を受けた。しかし、「かがり火」を止めてしまうと、寂しいため、村の若い集が集まり話し合った結果、「屑」を燃やすのではなく「ぐず」を作り担いだら面白いのではないかと始まった。町の伝承と合わせて神社霊験談を実演するような演出を考案し、それが現在のような「ぐず焼きまつり」の基礎ができたと言われている。

## 運営組織
町をあげてのイベントのため青年団、壮年団、婦人会、子供会、喜楽会、預金講、区長会、商工会など多くの組織が参加している。
青年団は18〜25までの男子から団員が成り立っている。昭和59年までは青年団と青年会があり、青年団は女子も参加していた。青年会は祭りの時にグズを作製や獅子舞の練習など、祭りの準備と執行のための組織として活動していた。青年団は、青年の減少・職業の多様化・意識の変化などの理由により活動不能となってしまったので、祭りのための臨時的な組織であった青年会が残り、祭りの主役を担うようになった。以前は、担ぎ手が90人以上いたこともあったが、2020年頃には13人まで減少し、OBや街出身者の応援によって、祭りが維持されている。このために2020年8月、祭りを盛り上げることを目的として、祭りの歴史をまとめた冊子「ぐずやきまつりのすべて」が、地元住民の手で発刊された。

## 制作工程
ぐずの張子は青年会が作成している。開始の期日や制作場所は一定していない。制作にあたる会員の仕事関係と近年のぐずの大型化によるもので、近年は13メートルと最大である。経費は約30万ほどで、設計図を書く→木材・竹の購入→張子の骨格となる型を作成→布貼り→着色などを約1ヶ月かけて製作している。この作業と並行して会員は笛や太鼓・獅子舞の練習が行われる。

## その他
一時期、「ギャルぐず」というものがあり、女性も一緒にぐずを担いだ年もある。